# Michael Halliday (futbolista)
Michael Anthony Halliday (Orlando, Florida, Estados Unidos, 22 de enero de 2003) es un futbolista estadounidense que juega como defensa en el Houston Dynamo de la Major League Soccer.

## Trayectoria

### Orlando City
Se unió a la Academia de Desarrollo de Orlando City en 2016, jugando 90 partidos desde la categoría sub-16 hasta la sub-19 en cuatro temporadas. En marzo de 2020 firmó un contrato de academia con el Orlando City B, el filial de la USL League One del club, de cara a la temporada 2020. En julio de 2020, firmó un contrato de jugador de cantera. Permaneció en el OCB durante la temporada, debutando en el primer partido de la temporada, una derrota por 2-0 ante el South Georgia Tormenta FC el 1 de agosto. El 29 de mayo de 2021 puede debutar como titular en el Orlando City en la derrota por 2-1 ante el New York Red Bulls. Con ello se convirtió en el jugador más joven del primer equipo del Orlando City con 18 años y 127 días, superando en 70 días el récord de Tommy Redding establecido en agosto de 2015.

## Estadísticas

### Clubes
Actualizado al último partido disputado el 24 de septiembre de 2023.
| Club                              | Div.          | Temporada     | Liga  | Liga  | Copas nacionales | Copas nacionales | Copas internacionales | Copas internacionales | Total | Total |
| Club                              | Div.          | Temporada     | Part. | Goles | Part.            | Goles            | Part.                 | Goles                 | Part. | Goles |
| --------------------------------- | ------------- | ------------- | ----- | ----- | ---------------- | ---------------- | --------------------- | --------------------- | ----- | ----- |
| Orlando City B Estados Unidos     | 3.ª           | 2020          | 7     | 0     | —                | —                | —                     | —                     | 7     | 0     |
| Orlando City B Estados Unidos     | 3.ª           | 2022          | 5     | 0     | —                | —                | —                     | —                     | 5     | 0     |
| Orlando City B Estados Unidos     | Total club    | Total club    | 12    | 0     | 0                | 0                | 0                     | 0                     | 12    | 0     |
| Orlando City S. C. Estados Unidos | 1.ª           | 2021          | 6     | 0     | 0                | 0                | —                     | —                     | 6     | 0     |
| Orlando City S. C. Estados Unidos | 1.ª           | 2022          | 6     | 0     | 2                | 0                | —                     | —                     | 8     | 0     |
| Orlando City S. C. Estados Unidos | 1.ª           | 2023          | 16    | 0     | 1                | 0                | 2                     | 0                     | 19    | 0     |
| Orlando City S. C. Estados Unidos | Total club    | Total club    | 28    | 0     | 3                | 0                | 2                     | 0                     | 33    | 0     |
| Total carrera                     | Total carrera | Total carrera | 40    | 0     | 3                | 0                | 2                     | 0                     | 45    | 0     |

## Palmarés

### Títulos internacionales
| Título                           | Equipo                                 | País     | Año  |
| -------------------------------- | -------------------------------------- | -------- | ---- |
| Campeonato Sub-20 de la Concacaf | Selección sub-20 de los Estados Unidos | Honduras | 2022 |